# Panneau photovoltaïque thermique
 (août 2016).

Section en coupe schématique d'un panneau photovoltaïque thermique comportant des échangeurs thermiques de type feuille et tube et une isolation arrière :
1. Verre anti-reflet
2. Encapsulation en EVA
3. Cellules photovoltaïquess
4. Encapsulation en EVA
5. Feuille arrière en PVF
6. Échangeur de chaleur en aluminium, cuivre ou polymères
7. Isolation thermique en laine minérale, polyuréthane.

Un panneau photovoltaïque thermique (PV-T), ou panneau solaire hybride, ou encore panneau aérovoltaïque est un dispositif conçu à la fois pour produire de l'électricité photovoltaïque et pour recueillir l'énergie thermique provenant du Soleil.

## Principes
Les éléments photovoltaïques (à base de cellules photovoltaïques, typiquement au silicium dopé) transforment la lumière solaire (du domaine visible) en différence de potentiel et courant électrique, tandis que la partie capteur thermique (à absorbeur ou concentrateur[Quoi ?]) récupère l’énergie calorique envoyée par le soleil (notamment le rayonnement infrarouge habituellement perdu sous forme de chaleur dispersée par le panneau)  via un fluide caloporteur (air ou eau/glycol, injecté par une pompe dont le fonctionnement est alimenté par l'électricité) ou couplé avec un système de pompe à chaleur.
L'électricité produite peut être utilisée localement et immédiatement ou après stockage (batterie), ou être injectée sur le réseau électrique par revente.
La chaleur produite peut être connectée à toute installation thermique classique, utilisée pour le chauffage ou préchauffage d'air ou d'eau domestique (eau chaude sanitaire, chauffage, piscine...), une unité de séchage, etc.

## Avantages
Le rendement énergétique global est nettement augmenté par rapport à celui des panneaux photovoltaïques (PV, 12-20 %), principalement en raison de la composante thermique (T), qui valorise également l'irradiation infrarouge non exploitée en photovoltaïque seul, laquelle représente 46 % du total).[réf. nécessaire]
En outre, le captage thermique a deux effets favorables sur la production électrique : 
1. Les cellules photovoltaïques fonctionnent mieux. En effet, leur couleur foncée fait qu'elles s'échauffent au soleil, or leur rendement de production électrique diminue avec la température, notamment au-dessus de 45 °C. Dans un panneau PV-T, le collecteur de chaleur capte la chaleur solaire, ce qui refroidit les cellules PV et augmente leur production notamment lors des pics d'insolation. La chaleur est injectée dans un accumulateur (circuit fermé eau/glycol en général) grâce au courant produit par les cellules photovoltaïques ; cela améliore significativement la production électrique (de 15 % environ en région parisienne selon les fabricants[1]) ;
2. Le refroidissement permanent des panneaux améliore leur durée de vie et leur efficience, et augmente le coefficient de performance (COP) des pompes à chaleur quand il y est associé[réf. nécessaire].

Graphique du rendement thermique (jaune) et électrique (bleu) et des pertes (gris) en fonction de la longueur d'onde du rayonnement solaire reçu sur Terre.

- ils ont pour avantage de mieux éviter l'ombre des autres bâtiments, arbres, cheminées, permettant de réduire le phénomène de points chauds qui aggraverait les potentiels problèmes du wafer ;
- ils sont éloignés des parois du bâtiment, évitant ainsi le phénomène de perturbation et offre un gain d'aération ;
- ils n'ont pas à être orientés de façon optimale, une perte globale de 10 % dans la composante due à l'inclinaison étant bien compensée par le gain de la composante chaleur ;
- il est possible de préchauffer le fluide caloporteur des pompes à chaleur en amont du compresseur, ce qui en améliore le coefficient de performance.

Le coût égal d'installation d'un panneau hybride est réduit par rapport à celui d'un panneau solaire PV et d'un panneau solaire thermique.[pas clair]
Un panneau hybride PV-T peut fonctionner plus rapidement en cas de neige (ou de givre ou buée) l'occultant : celle-ci peut être éliminée en faisant circuler le fluide caloporteur en sens inverse.
Le panneau PV-T participe en outre en période de canicule à diminuer la chaleur dans les combles de l'habitat, par refroidissement de la toiture.

### Installation
L'installation des panneaux PV-T comporte :
- comme tout panneau solaire, la fixation des panneaux (usuellement, sur le toit) ;
- comme tout panneau PV, l'installation de câbles électriques et équipements en aval (onduleur solaire...) ;
- comme tout panneau thermique, un circuit de ventilation, si refroidissement par air, ou un circuit hydraulique avec accumulateur d'eau chaude ; si le panneau PV-T est raccordé directement à un système d'eau chaude disponible au robinet (et non pour le seul chauffage), il est obligatoire de raccorder, en sortie du stock, un mitigeur thermostatique de sécurité, afin que l'on ne puisse pas se brûler avec une eau trop chaude.

## Système commerciaux
Plusieurs fabricants français proposent des panneaux hybrides : DualSun, Sillia (avec un absorbeur en Cuivre), ABCD Intl, ainsi que Cogen'air (refroidissement par air) et Systovi.